# Habuschlange
Die Habuschlange (Protobothrops flavoviridis, Syn.: Trimeresurus flavoviridis, japanisch 本波布 Hon-habu, deutsch ‚echte Habu‘ oder nur 波布 Habu), zuweilen auch als Habu-Schlange oder Okinawa-Habu bezeichnet, ist eine in Asien vorkommende Schlangenart aus der Unterfamilie der Grubenottern. Die Trivialnamen werden nur selten verwendet, um Verwechselungen mit der Okinawa-Habuschlange (Ovophis okinavensis) zu vermeiden.

## Merkmale
Ausgewachsene Individuen der Habuschlange erreichen in der Regel eine Länge zwischen 100 und 200 Zentimetern, teilweise aber auch über 240 Zentimeter. Sie sind damit die größten in Japan vorkommenden Schlangen. Der Körper ist schlank. Die Oberseitenfärbung zeigt olivgrüne bis gelbbraune Tönungen. Der Rücken ist mit dunkelbraunen rautenförmigen Flecken überzogen. Diese Flecke zeigen grünliche oder gelbliche Ränder und sind gleichfarbig gekernt. Die Unterseite der Schlange ist weißlich, am Rand verdunkelt. Jungtiere haben das gleiche Zeichnungsmuster wie die Erwachsenen.

## Ähnliche Arten
Die Mamushi (Gloydius blomhoffii) ist kleiner, überwiegend bräunlich gefärbt und mit Streifen statt Rauten versehen.

## Verbreitung und Lebensraum
Protobothrops flavoviridis kommt endemisch in Japan auf den Ryūkyū-Inseln, in erster Linie auf den Okinawa- und Amami-Inseln vor, mit Ausnahme von Aguni-jima, Izena-jima, Kikai-jima, Okinoerabu-jima und Yoron-jima. Auf Kume-jima ist sie durch die Unterart Protobothrops flavoviridis tinkhami vertreten. Sie hält sich gerne an Felsen, in Gräbern und Höhlen sowie auf Zuckerrohr-Plantagen und weiteren landwirtschaftlich genutzten Flächen auf.

## Lebensweise
Protobothrops flavoviridis ist überwiegend dämmerungs- und nachtaktiv und gelangt bei der Nahrungssuche  oft in die Häuser der Menschen. Sie ernährt sich vorwiegend von Ratten und Mäusen sowie von kleinen Reptilien, Fröschen oder Vögeln sowie von deren Brut. Sie jagt auf Bäumen wie auch am Boden. Die Art pflanzt sich durch Oviparie (eierlegend) fort, die Paarung findet im Frühjahr etwa von Februar bis Mai statt. Die Weibchen legen ihre 5 bis 15 Eier im Juli. Die Jungtiere schlüpfen aus diesen nach etwa 45 Tagen und erreichen nach drei Jahren die Fortpflanzungsreife.

## Giftigkeit

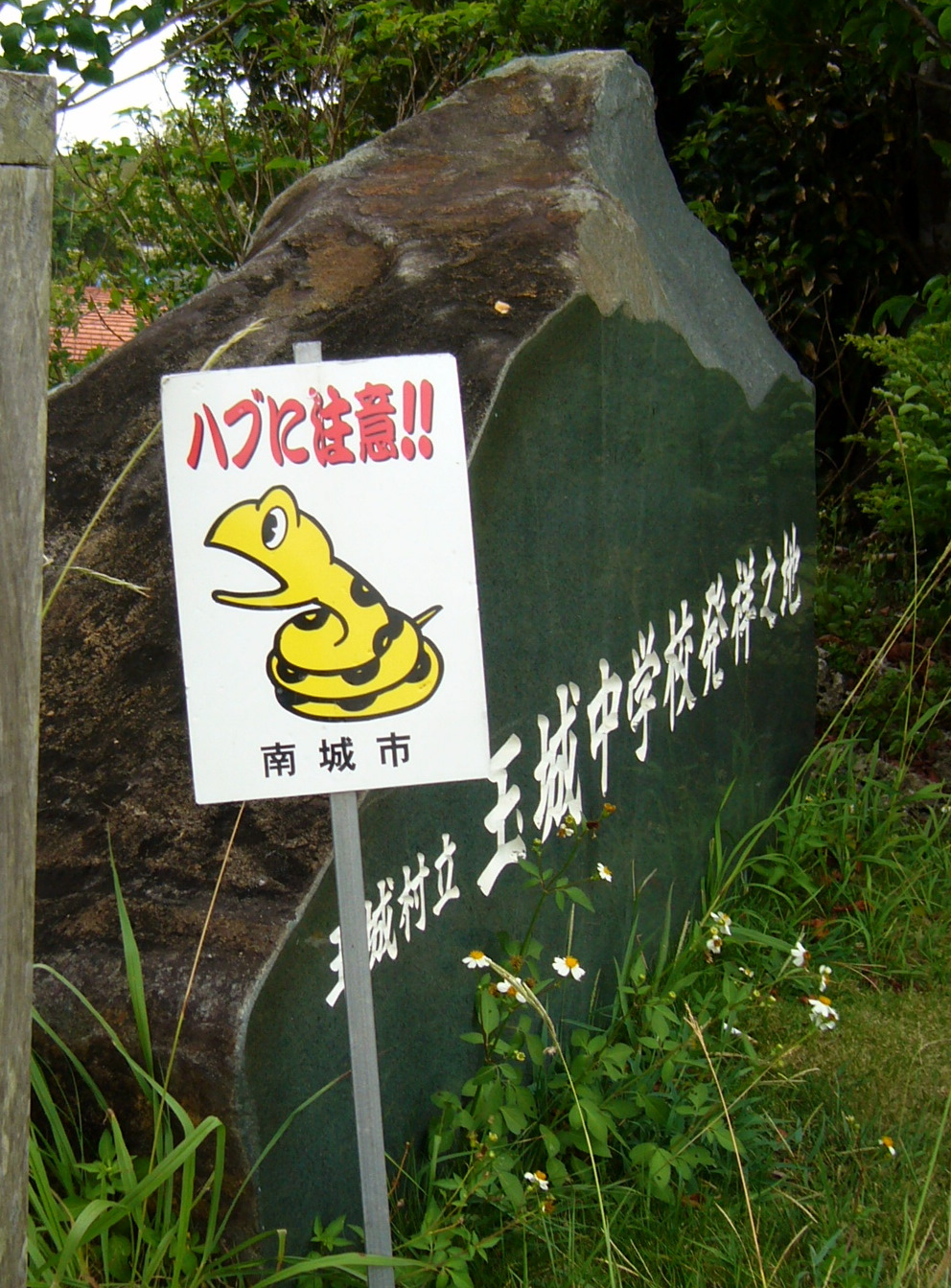
Warntafel vor einer Schule in Japan

Jeder Biss durch die Schlange muss als potentiell lebensgefährlich eingeschätzt werden. Von den Bissen ereignen sich die meisten auf den Feldern während der Arbeit, doch auch innerhalb von Wohnhäusern gibt es zahlreiche Vorfälle. Da Protobothrops flavoviridis leicht reizbar und angriffslustig ist, wird vor Schulen zuweilen mit einem Schild vor der Schlange gewarnt. Viele Bisse nehmen einen schweren Verlauf und seit 1964 starben allein in der Präfektur Okinawa 53 Menschen, jedoch liegt der letzte Todesfall dort zurück im Jahr 1999. Übelkeit, Erbrechen, abdominelle Schmerzen, Schwindel, Kreislaufstörungen bis zum Kollaps, lokale Nekrosen, teilweise mit großer Ausdehnung, schwere Störungen der Muskulatur, arterieller Blutdruckabfall, Schock und Blutgerinnungsstörungen bis zur Ungerinnbarkeit des Blutes können auftreten. Bei der Behandlung darf die Pressure/Immobilization Technique nicht angewendet werden, da es dadurch zu schwerwiegenden Folgeschäden kommen kann. Gemäß japanischer Angaben wird Habu Antivenom (Kaketsuken) als  Antivenin verwendet. Das Gift von Protobothrops flavoviridis wurde anhand der Massenspektrometrie untersucht. Dabei ergab sich, dass mehr als die Hälfte des Giftes aus verschiedenen Phospholipasen A2 besteht. Darüber hinaus enthält fast ein Drittel des Gesamtgifts verschiedene Metalloproteine und Disintegrine. Außerdem wurden mehrere geringfügig vertretene Toxine nachgewiesen.

## Verwendung in der Getränkeindustrie

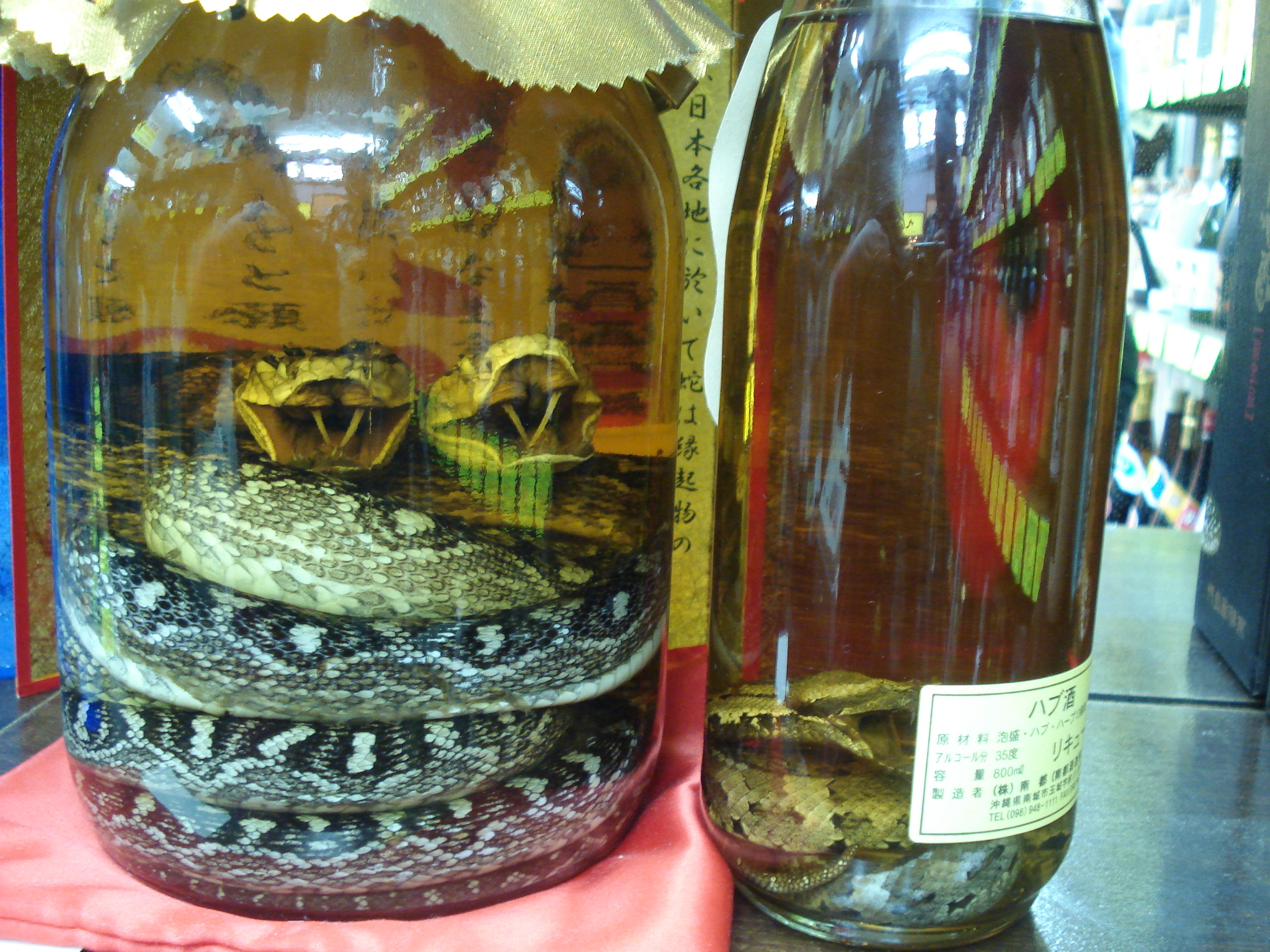
Habushu-Schlangenschnaps mit eingelegtem Exemplar von Protobothrops flavoviridis

Vor dem 20. Jahrhundert hatte Protobothrops flavoviridis kaum natürliche Feinde. Heute wird sie auf Okinawa und anderen Inseln aus der Natur entnommen, in Awamori-Likör eingelegt, in Flaschen abgefüllt und als Schlangenschnaps unter dem Namen Habushu verkauft. Das Schlangengift wird durch den Alkohol weitestgehend neutralisiert. In vielen asiatischen Ländern herrscht der Glaube vor, dass durch das Getränk die „besonderen Fähigkeiten“ der Schlange übertragen werden. So soll der Schnaps angeblich bei verschiedenen Krankheiten oder Libidoproblemen hilfreich sein. Aus Arten- und Tierschutzgesichtspunkten sind diese Einstellung und das Töten der Schlangen außerordentlich fragwürdig und der Schlangenschnaps darf deshalb in vielen Ländern nicht eingeführt werden.

## Gefährdung
Trotz der endemischen Verbreitung auf lediglich einigen japanischen Inseln sowie der Verwendung vieler Exemplare in der Getränkeindustrie, wird Protobothrops flavoviridis von der Weltnaturschutzorganisation IUCN als „Least Concern = nicht gefährdet“ geführt. Es wurde sogar versucht, die Giftschlangen zu bekämpfen. Dazu und zur Bekämpfung von Hausratten wurde 1910 auf Okinawa Hontō und 1979 auf Amami-Ōshima der Goldstaubmungo eingeführt, was jedoch kaum Wirkung zeigte, allerdings negative Auswirkungen auf den Bestand anderer Tierarten wie das stark gefährdete Ryukyu-Kaninchen und den gefährdeten Prachthäher hatte.

## Systematik

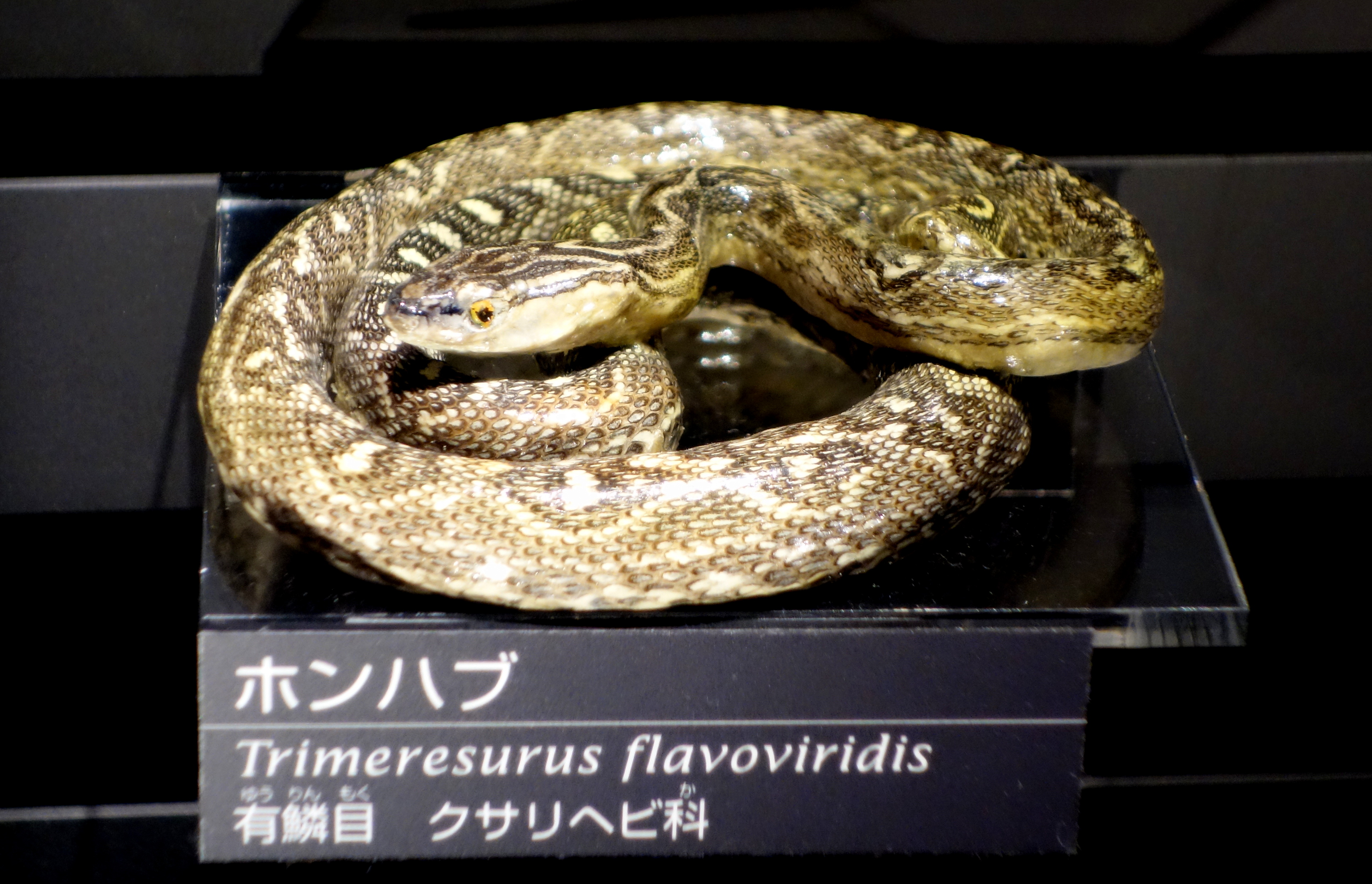
Trimeresurus flavoviridis im Nationalmuseum der Naturwissenschaften in Tokio

Die Art wurde 1861 als Bothrops flavoviridis erstbeschrieben. Der Artname leitet sich von den lateinischen Worten flavus und viridis mit den Bedeutungen „gelb“ und „grün“ ab und bezieht sich auf die Färbung der Schlange. Die Gattung Protobothrops wurde 1983 von dem brasilianischen Herpetologen Alphonse Richard Hoge und Sylvia Romano-Hoge erstbeschrieben und dabei auch die Habuschlange in diese transferiert.
Es werden zwei Unterarten unterschieden:
- Protobothrops flavoviridis flavoviridis (Hallowell 1861)
- Protobothrops flavoviridis tinkhami (Gloyd 1955)

Shibata et al. untersuchten 2016 die Arten der Gattung Protobothrops phylogenetisch und gruppierten dabei die drei japanischen Arten wie folgt:
| Amami-Klade   | \| \| P. tokarensis \| \| \| \| \| \| P. flavoviridis (1) \| \| \| \| |
|               | \| \| P. tokarensis \| \| \| \| \| \| P. flavoviridis (1) \| \| \| \| |
| Okinawa-Klade | P. flavoviridis (2)                                                   |
|               | P. flavoviridis (2)                                                   |
|               | P. tokarensis                                                         |
|               |                                                                       |
|               | P. flavoviridis (1)                                                   |
|               |                                                                       |

|  | P. tokarensis       |
|  |                     |
|  | P. flavoviridis (1) |
|  |                     |

| Amami-Klade   | \| \| P. tokarensis \| \| \| \| \| \| P. flavoviridis (1) \| \| \| \| |
|               | \| \| P. tokarensis \| \| \| \| \| \| P. flavoviridis (1) \| \| \| \| |
| Okinawa-Klade | P. flavoviridis (2)                                                   |
|               | P. flavoviridis (2)                                                   |
|               | P. tokarensis                                                         |
|               |                                                                       |
|               | P. flavoviridis (1)                                                   |
|               |                                                                       |

|  | P. tokarensis       |
|  |                     |
|  | P. flavoviridis (1) |
|  |                     |

Die Gruppierung der auf den Amami-Inseln gefundenen Exemplare der Art P. flavoviridis mit der Art P. tokarensis aus den Tokara-Inseln deutet darauf, dass P. flavoviridis paraphyletisch ist, wohingegen der Artstatus von P. elegans bestätigt werden konnte.